# Дакка (язык)
Талондо (индон. Bahasa Dakka) — один из австронезийских языков, распространён на острове Сулавеси — в о́круге Полевали-Мандар, провинция Западный Сулавеси (Индонезия).
По данным Ethnologue, количество носителей данного языка составляло 1,5 тыс. чел. в 1987 году.
Наиболее близкое родство талондо обнаруживает с языками бамбам и паннеи (степень языкового сходства — 72%-77%).
Используется, в основном, в быту. Зона распространения языка характеризуется пёстрым этническим и языковым разнообразием, вследствие чего данным языком владеют носители и других идиомов, например бугийского и мандарского.